# Charles Nodier
Jean Charles Emmanuel Nodier (Besançon, 29 d'abril de 1780-París, 27 de gener de 1844) va ser un escriptor francès, introductor del romanticisme dins el conte fantàstic o literatura gòtica i dels relats de vampirs.

## Biografia
El seu pare, durant la Revolució francesa, va ser batlle jacobí de Besançon. Durant el Regne del Terror son pare el va deixar a cura de Justin Girod-Chantrans, i amb ell va estudiar anglès i alemany. A Dole, a la regió del Jura, va escriure la primera novel·la, Le peintre de Salzbourg, journal des émotions d'un coeur souffrant, suivi des Meditations du cloître (1803). L'heroi d'aquesta novel·la, Charles, és una variant del tipus del Werther. A Dole, el 1808 es casà amb Désirée Charve. Nodier treballà de secretari de sir Herbert Croft i la seva amiga platònica Lady Mary Hamilton. Durant aquesta època traduí el llibre de Hamilton Munster Village i l'ajudà a escriure La famille du duc de Popoli o The Duc de Popoli, publicada el 1810.
El desembre de 1812 Nodier es traslladà a Ljubljana, aleshores en poder dels francesos, on va ser l'editor de Telégraphe officiel des Provinces Illyriennes, publicat en francès, alemany i italià. Va ser allí on Nodier compongué, el 1812, el primer esborrany de la seva novel·la Jean Sbogar (1818). El 1813 tornà a París. Va ser escollit membre de l'Académie française el 1833, i obtingué la Legió d'Honor. Morí als 63 anys a París.
Victor Hugo, Alfred de Musset i Sainte-Beuve reconegueren estar en deute amb la seva obra, i Alexander Dumas incorporà la seva obra a la seva novelette, La Dame au Collier de Velours. El grup incloïa Alphonse de Lamartine. Nodier admirava apassionadament Goethe, Laurence Sterne i Shakespeare.
Prosper Merimée en va fer una biografia.

## Obres

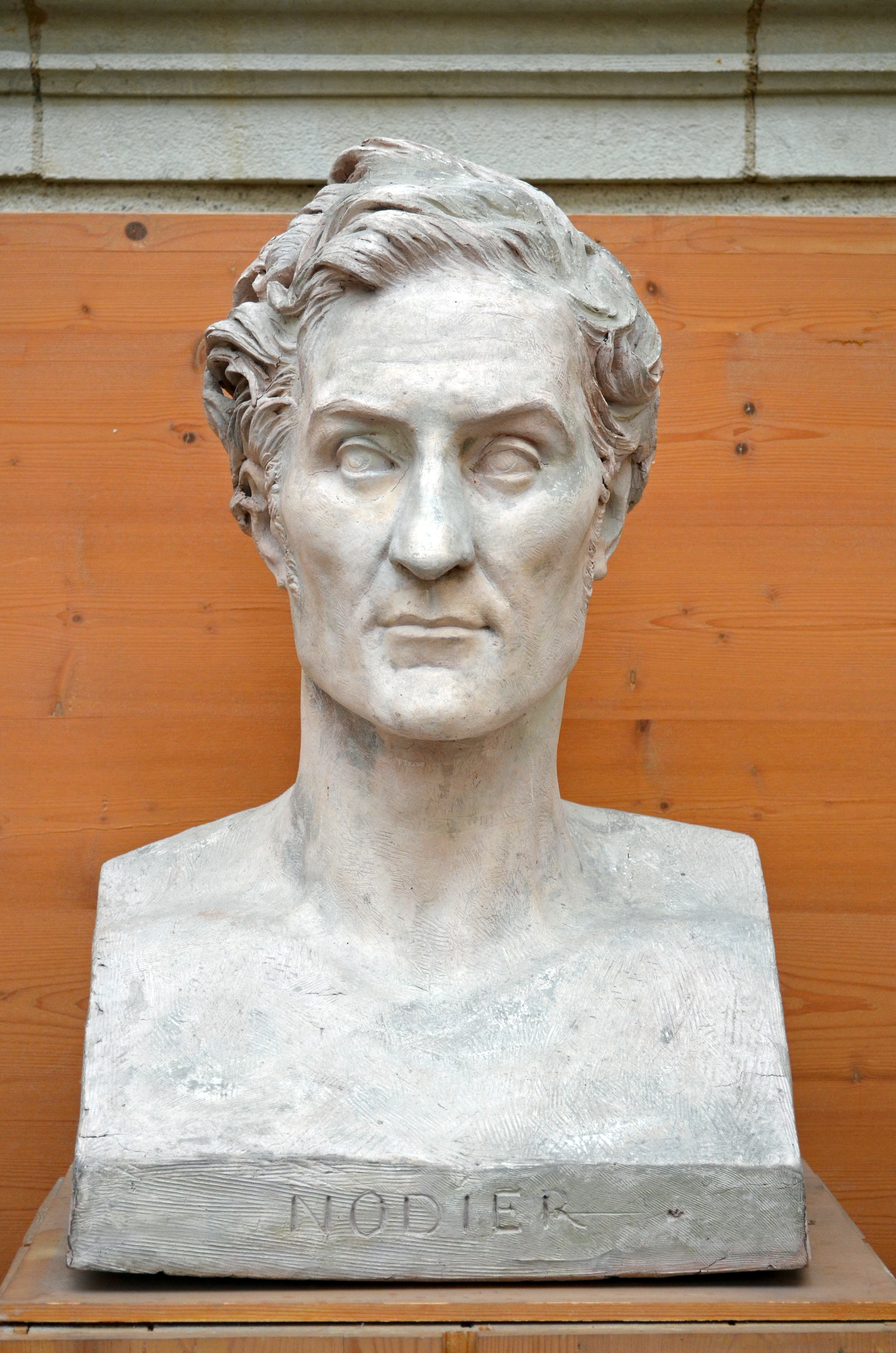
Bust de Charles Nodier per David d'Angers (1845)

Nodier fou un autor molt prolífic. Aquestes són algunes de les obres més destacades:
- Mélanges tirés d'une petite bibliothèque (1829)
- Infernaliana (1822); Smarra, ou les démons de la nuit (1821)
- Trilby, ou le lutin d'Argail (1822)
- Histoire du roi de Bohême et de ses sept châteaux (1830)
- La Fée aux miettes (1832)
- Inès de las Sierras (1837)
- Les quatre talismans et la légende de soeur Béatrix (1838)[6]
- Franciscus Columna (pòstuma)
- Souvenirs de jeunesse (1832)
- Obres completes, en 12 vols. (1832)

### Obres de teatre
- Le Vampire (1820), adaptació de The Vampire de John Polidori
- Bertram ou le Pirate (1822), basada en l'obra de Charles Maturin
- Le Monstre et le Magicien (1826), adaptació de l'obra de Mary Shelley Frankenstein.